# Kathablepharida
Los katablefáridos (Kathablepharida) son un grupo bien definido de protistas heterótrofos predadores, biflagelados de vida libre marinos o de agua dulce. Las células son ovales u oval-cilíndricas con los dos flagelos insertados subapicalmente en una invaginación, uno de ellos dirigido anteriormente y el otro en sentido posterior. Las katablefáridas han sido clasificadas como criptofitas sobre la base de una forma celular similar, orientación flagelar y la presencia de extrusomas o eyectisomas, alineados en dos filas longitudinales y visibles por microscopio óptico, con los que capturan a sus presas, generalmente algas y protozoos.
La primera especie descubierta fue Katablepharis en 1939. Una especie notable lo constituye Hatena arenicola, presentando un ejemplo típico de "doble vida" o ciclo dual autótrofo/heterótrofo, según posea o no un alga simbionte.
La clasificación científica adjunta corresponde al postulado de Cavalier-Smith, quien incluye a las katablefáridas en el grupo de las criptofitas.

## Características
Algunas características de las katablefáridas las distinguen de las criptofíceas:
- Toda la célula, incluyendo los flagelos, está recubierta por un periplasto de dos capas formada por bandas espiraladas. En las criptofíceas se suele componer de numerosas placas redondas o poligonales.
- Las crestas mitocondriales son tubulares, al contrario que en la criptofíceas, que son planas.
- Presentan un aparato de alimentación complejo en forma de cono truncado.
- El aparato de Golgi está situado en posterior anterior, mientras que el núcleo celular es céntrico.
- Una vacuola alimenticia se sitúa en la parte posterior de la célula.

## Filogenia
Inicialmente las observaciones al microscopio electrónico sugirieron que las katablefáridas eran distintas de las criptofitas: una posible afinidad con Alveolata fue propuesta basándose en la semejanza de su sistema de alimentación con el complejo apical de Apicomplexa o con los tentáculos de Ciliophora. 
Mylnikov et al. (1998) indicaron que el mecanismo de alimentación de las katablefáridas era cercanamente paralelo a los ciliados de Suctoria, pues contiene dos capas microtubulares, y consideraron a las katablefáridas como posibles ancestros de los ciliados. Por ello se especuló que los sistemas de alvéolos corticales de los ciliados y Katablepharis eran similares (Lee y Kurgens, 1992). En realidad es un caso de evolución convergente (Patterson, 1994).
Estudios filogenéticos de la Universidad de Tsukuba (Japón) proporcionaron los primeros datos de la secuencia molecular de ARNr para Katablepharis y Leucocryptos, revelando que en realidad no están cercanamente relacionadas con Alveolata, pero sí con las criptofitas. Sobre esta base, Okamoto e Inouye (2005) proponen un nuevo taxón, Katablepharidophyta divisio nova (ICBN)/Kathablepharida phylum novum (ICZN).

## Nomenclatura
ICZN escribe Kathablepharida, Kathablepharidea, Kathablepharidida, Kathablepharididae y Kathablepharis con una hache en la segunda sílaba, mientras que ICBN escribe Katablepharidophyta, Katablepharidophyceae, Katablepharidales, Katablepharidaceae y Katablepharis sin ella.